# Ałmaznyj
Ałmaznyj (ros. Алмазный) – osiedle typu miejskiego w Rosji, w Jakucji, w ułusie mirnińskim.
Leży na Wyżynie Środkowosyberyjskiej u ujścia rzeki Irelach do rzeki Oczczuguj-Botuobuja; ok. 25 km na południowy wschód od Mirnego; ok. 4 tys. mieszkańców (1994); ośrodek wydobycia diamentów.